# Tritocosmia latecostata
Tritocosmia latecostata là một loài bọ cánh cứng trong họ Cerambycidae.